# Adnan Süvari
Adnan Süvari (* 1926 in Aydın; † 6. Juni 1991 in Antalya) war ein türkischer Fußballspieler und -trainer.

## Sportlicher Werdegang
Süvari spielte in den 1940er und 1950er Jahren vor Einführung der später als Süper Lig bekannten Millî Lig als landesweiter höchster Spielklasse Fußball für Göztepe Izmir, zudem war er als Basketballspieler während seiner Ausbildungszeit aktiv. Später war er Trainer bei Karşıyaka SK, 1959 gehörte er mit dem Klub zu den Gründungsmitgliedern der Millî Lig. Anschließend kehrte er zu Göztepe Izmir zurück, wo er bis auf eine kurze Unterbrechung durch Bülent Eken, der im Sommer 1963 kam und im Frühjahr 1964 vorzeitig ausschied, bis 1971 Cheftrainer und teilweise auch parallel Sportdirektor war. Im Pokalwettbewerb 1966/67 erreichte er mit der Mannschaft das von Walter Eschweiler geleitete Endspiel, das nach einem 2:2-Remis gegen den Lokalrivalen Altay Izmir per Münzwurf zugunsten des Gegners entschieden wurde. Im Pokalwettbewerb 1968/69 holte er mit der Mannschaft nach einem 1:0-Hinspielerfolg durch einen Treffer von Ertan Öznür und einem 1:1-Unentschieden nach Verlängerung im Rückspiel gegen Galatasaray Istanbul, bei dem Nihat Yayöz die Führung von Ahmet Celović ausgeglichen hatte, den Titel. Parallel ließ er mit der Mannschaft im Messestädte-Pokal 1968/69 international aufhorchen, als das gegen Újpesti Dózsa SC verlorene Halbfinale erreicht wurde. Im Pokalwettbewerb 1969/70 gelang gegen Eskişehirspor die erfolgreiche Titelverteidigung, nach einer 1:2-Niederlage im Hinspiel bedeutete ein 3:1-Rückspielerfolg den zweiten Triumph hintereinander. Im Europapokal der Pokalsieger 1969/70 war die Mannschaft auch international erfolgreich und erreichte das Viertelfinale, in dem sich die AS Rom nach einem 2:0-Hinspielsieg mit einem 0:0-Remis in Izmir den Halbfinaleinzug sicherte.
Parallel zu seiner Tätigkeit bei Göztepe war Süvari ab Oktober 1966 zeitweise Nationaltrainer der türkischen Nationalmannschaft, mit der er 1967 den ECO-Cup gewann. Im Dezember 1968 bestritt er mit der Auswahl gegen Nordirland das letzte seiner 17 Länderspiele unter seiner Verantwortung, dabei hatte er fünf Siege feiern können.
Nach einem Streit mit der Vereinsführung war Süvari 1971 zurückgetreten und arbeitete fortan hauptberuflich in der Versicherungsbranche, zudem engagierte er sich beim Verband Türkiye Futbol Federasyonu und war dort in den 1970er Jahren Präsidiumsmitglied. 1974 und 1982 kam er jeweils kurzzeitig als Interimstrainer nochmals zu Göztepe zurück. Zudem begleitete er das Fußballgeschehen journalistisch, zeitweise hatte er eine eigene Kolumne bei der Zeitung Milliyet.